# As-Sabbura
As-Sabbura (arab. ‏الصبورة‎) – miejscowość w Syrii w muhafazie Damaszku. Wg danych z 2004 roku liczyła 10 969 mieszkańców.
13 października 2022 w As-Sabbura miał miejsce atak terrorystyczny na autokar przewożący syryjskich żołnierzy, w wyniku czego zginęło 18 osób.